# Pivnichne (oblast de Donetsk)
Pivnichne (en ukrainien : Північне, en russe : Пивничное, Pivnichnoïe) est une commune urbaine de l'est de l'Ukraine, dans l'oblast de Donetsk, dépendante du raïon de Bakhmout. La commune était peuplée en 2019 de 9024 habitants.

## Géographie
La commune est située au nord de la rivière Zalizna, , petit affluent de rive droite de la rivière Krivyï Torets, dans le bassin hydrographique de la rivière Donets, principal affluent du fleuve Don. Elle est située dans une zone de conurbation autour des villes industrielles de Toretsk et de Zalizne. Elle se trouve à 43 km au nord de la ville de Donetsk.